# Mytišči Arena
La Mytišči Arena (in russo Арена Мытищи?) è impianto polifunzionale situato 5 km fuori da Mosca, all'interno del comune di Mytišči. La Mytišči arena viene usata per ospitare principalmente partite di hockey su ghiaccio e pallacanestro, ma viene usata anche per molti altri sport, concerti, conferenze, spettacoli circensi, sfilate di moda e molti altri eventi.
La capacità massima dell'arena è di 7.000 posti a sedere per l'hockey su ghiaccio, 8.000 per la pallacanestro e 9.000 per boxe e concerti.

## Storia
La Mytišči Arena venne inaugurata il 15 ottobre 2005. Insieme alla Megasport Arena, fu la sede del campionato mondiale di hockey su ghiaccio maschile del 2007. L'arena venne scelta come casa dell'Atlant Mytišči, squadra militante nella Kontinental Hockey League. Nel 2017, il Chimki ha scelto l'arena per le partite casalinghe della stagione 2017-2018 di Eurolega.